# Sheeplive.eu

Logo der slowakischen Version

Sheeplive.eu ist der internationale Name des Projekts OVCE.sk. Dieses ist ein slowakisches Projekt zum Kinder- und Jugendschutz.

## Thema
Das Projekt hat die Sicherheit von Kindern und Jugendlichen vor allem im Internet und im Umgang mit Handys zum Thema. In Animationsfilmen, die vor allem für Kinder gestaltet wurden, werden von zwei Bauern und ihren Schafen die verschiedenen Probleme im Internet dargestellt. Jugendlichen hingegen wird ihr eigenes Verhalten als Spiegel gezeigt.
Die ersten Folgen des Filmes wurden am 8. Oktober 2009 vorgestellt, weitere folgten 2011. Bis 2011 wurden 13 Teile produziert, die im Internet und im slowakischen Fernsehen gezeigt wurden.
Im Internet sind diese Animationen mehrsprachig. Ursprünglich waren es die slowakisch, ungarisch und romanes. Später wurden daraus deutsch, slowenisch, slowakische Gebärdensprache und Slowakisch mit englischen Untertiteln. Seit Ende 2011 ist polnisch und spanisch auch implementiert. Für englischsprachige gibt es nur eine slowakische Fassung mit englischen Untertiteln.
Die deutsche Fassung wird vom deutschen Fernseh-Journalisten Hans-Jörg Karrenbrock gesprochen.

## Einzelepisoden (Auswahl)

### Deutsch
- Oben ohne Pelz (slowakisch  Bez kožušteka, Veröffentlichen von persönlichen Fotografien, besonders von Nacktfotos)
- Der Ausposauner (slowakisch Hlasná trúba, Verrat von Daten-Vermögensverhältnissen, Phishing)
- Die Krone der Schönheit (slowakisch Korunka krásy, Anorexie, „Schönheitsrezepte“ im Internet)
- Rülps (slowakisch Ogrgeľ, Das Internet merkt sich deine Fehler aus der Vergangenheit)
- Rache (slowakisch Pomsta, Virtuelle Verfolgung-Cyberstalking)
- Neunundneunzig (slowakisch Deväťdesiatdeväť, Glücks-Kettenbriefe)
- Weiße Schafe (slowakisch Biele ovce, Diskriminierung und Rassismus im Internet)
- Der verheimlichte Freund (slowakisch Zatajovaný kamarát, Anbahnen von Kontakten zwecks sexuellem Missbrauch-Grooming)
- Tanz nicht mit dem Wolf (slowakisch Netancuj s vlkom, Missbrauch mit Fotos und Videos, Cybermobbing)

### Slowakisch
- Druhý breh (Soziale Gleichheit)
- Ohňostroj (Gefahr der Herstellung und Nutzung von Explosivstoffen)
- Fašiangová maska (Imitation der medialen Vorbilder in gefährlichen Szenen)
- Tisíc priateľov (Virtuelle Freundschaften)
- Maškarný ples (Du weißt nicht, wer am anderen Ende des Handys oder Internets ist)
- Ruky hore (Vulgäre Ausdrücke und obszöne Gesten)
- Cudzí mobil (Respektiere den privaten Raum deines Freundes. Die Etikette der mobilen Kommunikation)
- Hrubokrk (Virtuelle Verfolgung, Cyberbullying)
- Mobilmánia (Handy-Sucht, Etikette der mobilen Kommunikation)
- Guľovačka (Verfilmung von gewaltigen und herabwürdigenden Szenen, Happy Slapping)
- Pomútené hlavy (Computerspielsucht)

## Entstehung
Initiiert wurde das Projekt durch die Nonprofit-Organisation eSlovensko o.z. Slowakische Partner sind das slowakische Innenministerium und der slowakische UNICEF-Ausschuss. Das Projekt wurde auch durch die Europäische Union co-finanziert.
Die Entwicklung entstand gemeinsam mit dem Österreichischen Institut für angewandte Telekommunikation (ÖIAT) und der Universität Ljubljana.

## Auszeichnungen
Das Projekt erhielt schon mehrere internationale Auszeichnungen wie beispielsweise:
- 2011: im Rahmen des Europäischen Qualitätspreises im Wettbewerb City for Children in Stuttgart.[3]
- 2010: „Prix Danube“ beim 20. Film Festival in Bratislava, Slowakei.
- 2010: Finale beim Internationalen Trickfilm-Festival in der Kategorie "Fernsehfolge" in Annecy, Frankreich.
- 2010: „Rainbow Marble“ in der Kategorie "Verantwortungsbewusstsein", beim Internationalen Festivals für Kinder- und Jugendfilme in Zlín, Tschechien.